# Приче из хотела
„Приче из хотела” је југословенски ТВ филм из 1962. године. Режирао га је Александар Ђорђевић а сценарио је, на основу приче Вилијама Сиднија Портера, написао Новак Новак

## Улоге
| Глумац                     | Улога |
| -------------------------- | ----- |
| Властимир Ђуза Стојиљковић | Собар |
| Павле Богатинчевић         |       |
| Драгутин Добричанин        |       |
| Дејан Дубајић              |       |
| Никола Милић               |       |
| Драган Оцокољић            |       |
| Антоније Пејић             |       |
| Зоран Ристановић           |       |
| Виктор Старчић             |       |
| Михајло Викторовић         |       |
| Јовиша Војиновић           |       |